# Benediktinky od Nejsvětějšího Srdce Ježíšova z Montmartre
Benediktinky od Nejsvětějšího Srdce Ježíšova z Montmartre (francouzsky Bénédictines du Sacré-Cœur de Montmartre) je římskokatolická ženská řeholní kongregace, zkráceně BSCM, kterou založila v roce 1898 Adèle Garnier v bazilice Sacré-Cœur na Montmartru. Poté, co musely jeptišky v roce 1901 na základě zákona opustit Francii, se sbor usadil v Londýně. Později se některé navrátily zpět do Paříže. Na konci druhé světové války se na obou stranách kanálu prosadily dva různé směry. Svatý stolec v roce 1947 prohlásil oddělení: kongregace benediktinek Nejsvětějšího Srdce Montmartru ve Francii a kongregace adorátorek Nejsvětějšího Srdce Ježíšova z Montmartru v Anglii. Koncem roku 2005 bylo benediktinek francouzské větve na 105 na deseti místech ve Francii a 72 adorátorek na devíti místech po světě.